# イリナ・テベニヒナ
イリーナ・チェベニヒナ（ロシア語: Ирина Викторовна Тебенихина、1978年12月5日 - ）は、ロシアの女子バレーボール選手。ウズベキスタン・フェルガナ出身。ポジションはミドルブロッカー。元ロシア代表。

## 来歴
1997年にロシア代表に選出される。2004年アテネ五輪ではスタメンセンターとして出場し銀メダルを獲得した。

## 球歴
- オリンピック - 2004年（銀メダル）
- 世界選手権 - 1998年（銅メダル）
- ワールドカップ - 1999年（銀メダル）
- ワールドグランプリ - 1997年、1999年（優勝）、1998年、2003年（準優勝）
- 欧州選手権 - 1997年、1999年（優勝）

## 所属クラブ
- ウラロチカ・エカテリンブルク （1995-2003年）
- ディナモ・モスクワ （2003-2004年）
- ウラロチカ・エカテリンブルク （2004- ）